# Kuba i olympiska sommarspelen 1992
Kuba deltog i de olympiska sommarspelen 1992 med en trupp bestående av 176 deltagare, och landet kom på femte plats i medaljligan.

## Baseboll
Rankningrunda
| Nation                  | Segrar | Förluster | Tiebreaker |
| ----------------------- | ------ | --------- | ---------- |
| Kuba                    | 7      | 0         |            |
| Japan                   | 5      | 2         |            |
| Kinesiska Taipei        | 5      | 2         | 1-0        |
| USA                     | 5      | 2         | 0-1        |
| Puerto Rico             | 2      | 5         | 2-0        |
| Dominikanska republiken | 2      | 5         | 1-2        |
| Italien                 | 1      | 6         | 0-2        |
| Spanien                 | 1      | 6         |            |

Slutspel
|  | Semifinaler      | Semifinaler |    |  | Final            | Final |  |
|  |                  |             |    |  |                  |       |  |
|  | 4 augusti        |             |    |  |                  |       |  |
|  | Kinesiska Taipei | 5           |    |  |                  |       |  |
|  | Japan            | 2           |    |  |                  |       |  |
|  |                  |             |    |  |                  |       |  |
|  |                  |             |    |  | 5 augusti        |       |  |
|  |                  |             |    |  | Kinesiska Taipei | 1     |  |
|  |                  | Kuba        | 11 |  |                  |       |  |
|  |                  |             |    |  |                  |       |  |
|  |                  |             |    |  |                  |       |  |
|  |                  |             |    |  |                  |       |  |
|  | 4 augusti        |             |    |  |                  |       |  |
|  | USA              | 1           |    |  |                  |       |  |
|  | Kuba             | 6           |    |  |                  |       |  |

## Basket
Damer
Gruppspel
| Lag       | Vinster | Förluster | Poäng | PF  | PA  |     |
| --------- | ------- | --------- | ----- | --- | --- | --- |
| Kuba      | 3       | 0         | 6     | 246 | 230 | +16 |
| OSS       | 2       | 1         | 5     | 244 | 222 | +22 |
| Brasilien | 1       | 2         | 4     | 237 | 241 | -4  |
| Italien   | 0       | 3         | 3     | 190 | 224 | -34 |

|           | Brasilien | Oberoende staters samvälde | Kuba  | Italien |
| --------- | --------- | -------------------------- | ----- | ------- |
| Brasilien |           | 64-76                      | 88-95 | 85-70   |
| OSS       | 76-64     |                            | 89-91 | 79-67   |
| Kuba      | 95-88     | 91-89                      |       | 60-53   |
| Italien   | 70-85     | 67-79                      | 53-60 |         |

Slutspel
|  | Semifinaler | Semifinaler |    |  | Final | Final |  |
|  |             |             |    |  |       |       |  |
|  |             |             |    |  |       |       |  |
|  | USA         | 73          |    |  |       |       |  |
|  | OSS         | 79          |    |  |       |       |  |
|  |             |             |    |  |       |       |  |
|  |             |             |    |  |       |       |  |
|  |             |             |    |  | OSS   | 76    |  |
|  |             | Kina        | 66 |  |       |       |  |
|  |             |             |    |  |       |       |  |
|  |             |             |    |  |       |       |  |
|  |             |             |    |  |       |       |  |
|  |             |             |    |  |       |       |  |
|  | Kuba        | 70          |    |  |       |       |  |
|  | Kina        | 109         |    |  |       |       |  |

## Boxning
Lätt flugvikt
- Rogelio Marcelo →  Guld
  - Första omgången – Besegrade Mfamasibili Mnisi (SWZ), RSC-3
  - Andra omgången – Besegrade Erdenentsogt Tsogtjargal (MGL), 14:2
  - Kvartsfinal – Besegrade Rafael Lozano (ESP), 11:3
  - Semifinal – Besegrade Roel Velasco (PHI), RSCH-1
  - Final – Besegrade Daniel Petrov (BUL), 20:10

Flugvikt
- Raúl González →  Silver
  - Första omgången – Besegrade Leszek Olszewski (POL), 15:7
  - Andra omgången – Besegrade Moses Malagu (NGR), RSC-2
  - Kvartsfinal – Besegrade David Serradas (VEN), 14:7
  - Semifinal – Besegrade Timothy Austin (USA) RSC-1
  - Final – Förlorade mot Choi Chol-Su (PRK), 2:12

Bantamvikt
- Joel Casamayor →  Guld
  - Första omgången – Besegrade Devarajan Venkatesan (IND), 13:7
  - Andra omgången – Besegrade Riadh Klai (TUN), 16:11
  - Kvartsfinal – Besegrade Roberto Jalnaiz (PHI), KO-1
  - Semifinal – Besegrade Mohamed Achik (MAR), AB-1
  - Final – Besegrade Wayne McCullough (IRL), 16:8

Fjädervikt
- Eddy Suarez
  - Första omgången – Besegrade Lee Chil-Gun (PRK), 20:5
  - Andra omgången – Besegrade Mohamed Soltani (TUN), RSC-2 (02:53)
  - Kvartsfinal – Förlorade mot Faustino Reyes (ESP), 7:17

Lättvikt
- Julio González Valladares
  - Första omgången – Förlorade mot Tontcho Tontchev (BUL), 12:14

Lätt weltervikt
- Héctor Vinent →  Guld
  - Första omgången – Besegrade Edwin Cassiani (COL), 27:4
  - Andra omgången – Besegrade Andreas Zülow (GER), 14:2
  - Kvartsfinal – Besegrade Oleg Nikolaev (URS), 26:3
  - Semifinal – Besegrade Jyri Kjall (FIN), 13:3
  - Final – Besegrade Mark Leduc (CAN), 11:1

Weltervikt
- Juan Hernández Sierra →  Silver
  - Första omgången – Besegrade Said Bennajem (FRA), 6:0
  - Andra omgången – Besegrade Jun Jin-Chul (KOR), RSC-2
  - Kvartsfinal – Besegrade Søren Antman (SWE), RSC-2
  - Semifinal – Besegrade Aníbal Acevedo (PUR), 11:2
  - Final – Förlorade mot Michael Carruth (IRL), 10:13

Lätt mellanvikt
- Juan Carlos Lemus →  Guld
  - Första omgången – Besegrade Arkadiy Topayev (EUN), 11:0
  - Andra omgången – Besegrade Markus Beyer (GER), RSC-1
  - Kvartsfinal – Besegrade Igors Saplavskis (LAT), 12:2
  - Semifinal – Besegrade György Mizsei (HUN), 10:2
  - Final – Besegrade Orhan Delibaş (NED), 6:1

Mellanvikt
- Ariel Hernández →  Guld
  - Första omgången – Besegrade Joseph Lareya (GHA), 6:0
  - Andra omgången – Besegrade Gilberto Brown (ISV), 13:2
  - Kvartsfinal – Besegrade Sven Ottke (GER), 14:6
  - Semifinal – Besegrade Lee Seung-Bae (KOR), 14:1
  - Final – Besegrade Chris Byrd (USA), 12:7

Lätt tungvikt
- Angel Espinosa
  - Första omgången – Besegrade Mehmet Gürgen (TUR), RSC-3
  - Andra omgången – Besegrade Roberto Castelli (ITA), RSC-1
  - Kvartsfinal – Förlorade mot Wojciech Bartnik (POL), 3:9

Tungvikt
- Félix Savón →  Guld
  - Första omgången – Besegrade Krysztof Rojek (POL), RSC-2
  - Andra omgången – Besegrade Bert Teuchiert (GER), 11:2
  - Kvartsfinal – Besegrade Danell Nicholson (USA), 13:11
  - Semifinal – Besegrade Arnold Vanderlyde (NED), 23:3
  - Final – Besegrade David Izonritei (NGR), 14:1

Supertungvikt
- Roberto Balado →  Guld
  - Första omgången – Bye
  - Andra omgången – Besegrade Tom Glesby (CAN), 16:2
  - Kvartsfinal – Besegrade Larry Donald (USA), 10:4
  - Semifinal – Besegrade Brian Nielsen (DEN), 15:1
  - Final – Besegrade Richard Igbineghu (NGR), 13:2

## Cykling
Herrarnas lagförföljelse
- Conrado Cabrera
- Eugenio Castro
- Noël de la Cruz
- Raúl Domínguez

Herrarnas poänglopp
- Conrado Cabrera

## Friidrott
Herrarnas 4 x 400 meter stafett
- Lázaro Martínez, Héctor Herrera, Norberto Téllez och Roberto Hernández
  - Heat — 2:59,13
  - Final — 2:59,51 (→  Silver)

Herrarnas maraton
- Alberto Cuba — fullföljde inte (→ ingen placering)

Herrarnas längdhopp
- Iván Pedroso
  - Kval — 8,07 m
  - Final — 8,11 m (→ 4:e plats)

- Jaime Jefferson
  - Kval — 8,09 m
  - Final — 8,08 m (→ 5:e plats)

Herrarnas tresteg
- Yoelvis Quesada
  - Kval — 17,21 m
  - Final — 17,18 m (→ 6:e plats)

Herrarnas diskuskastning
- Roberto Moya
  - Kval — 62,06 m
  - Final — 64,12 m (→  Brons)

- Juan Martínez
  - Kval — 60,34 m
  - Final — 62,64 m (→ 6:e plats)

Damernas 800 meter
- Ana Fidelia Quirot
  - Heat — 1:59,06
  - Semifinal — 2:00,86
  - Final — 1:56,80 (→  Brons)

Damernas diskuskastning
- Maritza Martén
  - Kval — 65,02m
  - Final — 70,06m (→  Guld)

- Hilda Ramos
  - Kval — 62,82m
  - Final — 63,80m (→ 6:e plats)

- Bárbara Hechavarría
  - Kval — 60,22m (→ gick inte vidare)

Damernas höjdhopp
- Ioamnet Quintero
  - Kval — 1,92 m
  - Final — 1,97 m (→  Brons)

- Silvia Costa
  - Kval — 1,92 m
  - Final — 1,94 m (→ 5:e plats)

## Fäktning
Herrarnas florett
- Elvis Gregory
- Guillermo Betancourt
- Oscar García

Herrarnas florett, lag
- Elvis Gregory, Guillermo Betancourt, Oscar García, Tulio Díaz, Hermenegildo García

## Judo
Herrarnas halv lättvikt
- Israel Hernández

Herrarnas lättvikt
- Ignacio Sayu

Herrarnas mellanvikt
- Andrés Franco

Herrarnas halv tungvikt
- Belarmino Salgado

Herrarnas tungvikt
- Frank Moreno

Damernas extra lättvikt
- Amarilys Savón

Damernas halv lättvikt
- Legna Verdecia

Damernas lättvikt
- Driulys González

Damernas halv mellanvikt
- Ileana Beltrán

Damernas mellanvikt
- Odalis Revé

Damernas halv tungvikt
- Niurka Moreno

Damernas tungvikt
- Estela Rodríguez